# Munții Stâncoși (pictură)
Munții Stâncoși este un tablou al pictorului american Albert Bierstadt din anul 1866.